# Jean Marie Antoine de Lanessan
Jean-Marie Antoine Louis de Lanessan o Jean-Louis de Lanessan de su pseudónimo (13 de julio de 1843 - 7 de noviembre de 1919) fue un político, botánico, entomólogo, y micólogo; un apasionado por las Ciencias naturales. Publicó importantes obras acerca de Dipterocarpaceae, de Lythraceae, Theaceae.

## Biografía
Fue profesor de la facultad de ciencias de Paris, diputado radical (1881-1891; 1898-1906), gobernador general de Indochina (1891-1894), ministro de Marina en el gabinete de Waldeck-Rousseau (1899-1902).
Después de comenzar a estudiar medicina en Burdeos, ingresa en la Escuela de medicina naval de Rochefort (enlace roto disponible en Internet Archive; véase el historial, la primera versión y la última)., egresando cirujano asistente. Ocho años navega a lo largo de África y la Cochinchina. No podía obtener el alta para servir en la escuadra del Báltico; en 1870, renunció a la Armada y luchó en la guerra como cirujano mayor movilizado desde la Charente inferior. Doctor en Medicina en 1872, asociado de Historia Natural en 1876, tomó cursos de zoología en la Facultad de Medicina de París, mientras trabajaba en laRevue Internationale des sciences biologiques.
Candidato autonomista, fue elegido consejero municipal de París en 1879. Sostiene la petición de Rochefort para elevar un monumento a los combatientes de la Comuna. En la elección legislativa de Francia de 1881 fue elegido diputado del V Distrito de París y es miembro de la extrema izquierda con Henri Maret, liderando un grupo libertario que a veces se niegan a votar con el radical Georges Clemenceau.

## Algunas publicaciones
- 1872. Étude sur le Genre Garcinia (Clusiacées) et sur l'origine et les propriétés de la gomme-gutte, tesis

- 1876. Du protoplasma végétal, tesis

- 1879-1882. Manuel d'histoire naturelle médicale 4 vols.

- 1879. La Matière, la vie et les êtres vivants

- 1881. Étude sur la doctrine de Darwin : la lutte pour l'existence et l'association pour la lutte

- 1882. Traité de zoologie. Protozoaires

- 1883. La Botanique

- 1883. Le Transformisme : évolution de la matière et des êtres vivants

- 1884. Flore de Paris (phanérogames et cryptogames), contenant la description de toutes les espèces utiles ou nuisibles, avec l'indication de leurs propriétés

- 1884. L'Église et l'État, conférence sur la séparation de l'Église et de l'État, faite à Chaumont ; et Lettres sur le Concordat, adressées aux lecteurs de la Gazette des travailleurs, suivies du texte du Concordat et des articles organiques

- 1885. Introduction à la botanique. Le sapin

- 1886. L'Expansion coloniale de la France : étude économique, politique et géographique sur les établissements français d'outre-mer

- 1886. Les Plantes utiles des colonies françaises

- 1887. La Tunisie

- 1889. L'Indo-Chine française, étude politique, économique et administrative sur la Cochinchine, le Cambodge, l'Annam et le Tonkin

- 1890. La Marine française au printemps de 1890

- 1895. La Colonisation française en Indo-Chine

- 1896. La Morale des philosophes chinois : extraite des livres classiques de la Chine et de l'Annam

- 1897. Principes de colonisation

- 1897. La République démocratique : études sur la politique intérieure, extérieure et coloniale de la France

- 1902. Le Programme maritime de 1900 à 1906

- 1903. La Lutte pour l'existence et l'évolution des sociétés

- 1904. La Concurrence sociale et les devoirs sociaux

- 1905. La Morale des religions

- 1905. Les Enseignements maritimes de la guerre russo-japonaise

- 1906. L'État et les Églises en France, depuis les origines jusqu'à la séparation

- 1907. Les Missions et leur protectorat

- 1908. L'Éducation de la femme moderne

- 1908. La Morale naturelle

- 1909. Le Bilan de notre marine

- 1910. La Lutte contre le crime

- 1911. Nos Forces navales : répartition et reconstitution xi + 303 pp.

- 1912. La Répartition des flottes européennes et les obligations de la marine française

- 1913. Nos Forces militaires

- 1914. La Crise de la République

- 1914. Notre Défense maritime

- 1914. Transformisme et créationisme : contribution à l'histoire du transformisme depuis l'Antiquité à nos jours

- 1915. L'Empire germanique sous la direction de Bismarck et de Guillaume II

- 1915. Les Empires germaniques et la politique de la force, introduction à la guerre de 1914

- 1915. Pourquoi les Germains seront vaincus 144 pp.

- 1916. Histoire de l'entente cordiale franco-anglaise : les relations de la France et de l'Angleterre depuis le XVIe siècle jusqu'à nos jours

- 1918. L'Idéal moral du matérialisme et la guerre ii + 174 pp.

Traducciones
- 1878. Friedrich A. Flückiger. Histoire des drogues d'origine végétale 2 vols.

- 1881. August Mojsisovics (Edler von Mojsvar) Manuel de zootomie, guide pratique pour la dissection des animaux vertébrés et invertébrés

- Friedrich Otto Wünsche. 1883. Flore générale des champignons
- La abreviatura «Laness.» se emplea para indicar a Jean Marie Antoine de Lanessan como autoridad en la descripción y clasificación científica de los vegetales.[2]